# Ezequiel Canario
Ezequiel Canario (10 aprile 1960) è un ex mezzofondista portoghese.

## Palmarès
| Anno | Manifestazione    | Sede              | Evento         | Risultato | Prestazione | Note |
| ---- | ----------------- | ----------------- | -------------- | --------- | ----------- | ---- |
| 1978 | Mondiali di cross | Glasgow           | Corsa juniores | 46º       | 24'22"      |      |
| 1978 | Mondiali di cross | Glasgow           | A squadre      |           |             |      |
| 1979 | Mondiali di cross | Limerick          | Corsa juniores | 9º        | 23'34"      |      |
| 1979 | Mondiali di cross | Limerick          | A squadre      |           |             |      |
| 1979 | Europei juniores  | Bydgoszcz         | 3000 m         | Batteria  | 8'34"77     |      |
| 1983 | Mondiali di cross | Gateshead         | Corsa seniores | 8º        | 37'10"      |      |
| 1983 | Mondiali di cross | Gateshead         | A squadre      | 6º        | 302 p.      |      |
| 1984 | Mondiali di cross | East Rutherford   | Corsa seniores | 64º       | 34'44"      |      |
| 1984 | Mondiali di cross | East Rutherford   | A squadre      | Bronzo    | 233 p.      |      |
| 1984 | Giochi Olimpici   | Los Angeles       | 5000 m         | 9º        | 13'26"50    |      |
| 1986 | Mondiali di cross | Colombier         | Corsa seniores | 11º       | 36'03"      |      |
| 1986 | Mondiali di cross | Colombier         | A squadre      | 6º        | 263 p.      |      |
| 1986 | Europei           | Stoccarda         | 10000 m        | 21º       | 32'10"46    |      |
| 1987 | Mondiali di cross | Varsavia          | Corsa seniores | 50º       | 37'59"      |      |
| 1987 | Mondiali di cross | Varsavia          | A squadre      | 6º        | 309 p.      |      |
| 1987 | Mondiali          | Roma              | 10000 m        | 21º       | 28'28"24    |      |
| 1988 | Mondiali di cross | Auckland          | Corsa seniores | dnf       | dnf         |      |
| 1988 | Giochi Olimpici   | Seul              | 10000 m        | Batteria  | 28'43"02    |      |
| 1989 | Mondiali di cross | Stavanger         | Corsa seniores | dnf       | dnf         |      |
| 1990 | Mondiali di cross | Aix-les-Bains     | Corsa seniores | 31º       | 35'22"      |      |
| 1990 | Mondiali di cross | Aix-les-Bains     | A squadre      | 4º        | 194 p.      |      |
| 1990 | Europei           | Spalato           | 10000 m        | 7º        | 28'11"95    |      |
| 1991 | Mondiali di cross | Anversa           | Corsa seniores | 42º       | 35'14"      |      |
| 1991 | Mondiali di cross | Anversa           | A squadre      | 4º        | 233 p.      |      |
| 1993 | Mondiali di cross | Amorebieta-Etxano | Corsa seniores | dnf       | dnf         |      |
| 1994 | Mondiali di cross | Budapest          | Corsa seniores | dnf       | dnf         |      |

## Campionati nazionali
1983
- 5º ai campionati portoghesi di corsa campestre - 34'31"

1988
- Oro ai campionati portoghesi di corsa campestre - 36'56"

1989
- Oro ai campionati portoghesi di corsa campestre - 39'04"

1991
- 4º ai campionati portoghesi di corsa campestre - 36'10"

## Altre competizioni internazionali
1983
- 5º al Bauhaus-Galan ( Stoccolma), 5000 m piani - 13'30"43
- 6º al Cross Internacional Juan Muguerza ( Elgoibar)

1984
- Bronzo al Memorial Van Damme ( Bruxelles), 3000 m piani - 7'49"8
- Argento alla San Silvestre Vallecana ( Madrid), 12,6 km - 35'58"

1985
- Bronzo alla San Silvestre Vallecana ( Madrid), 12,6 km - 36'52"
- Oro al Cross Internacional Juan Muguerza ( Elgoibar)

1986
- 11º ai Bislett Games ( Oslo), 10000 m piani - 27'53"72
- 7º al Bauhaus-Galan ( Stoccolma), 5000 m piani - 13'28"36
- 4º alla BOclassic ( Bolzano) - 29'30"

1987
- Bronzo al Bauhaus-Galan ( Stoccolma), 10000 m piani - 28'00"90
- Argento al Memorial Van Damme ( Bruxelles), 10000 m piani - 28'20"58
- Bronzo al Golden Gala ( Roma), 5000 m piani - 13'39"60

1988
- 4º al Memorial Van Damme ( Bruxelles), 10000 m piani - 27'52"27
- Argento alla BOclassic ( Bolzano) - 28'50"
- 4º al Cross Internacional de Itálica ( Siviglia) - 29'03"

1989
- 5º al Bauhaus-Galan ( Stoccolma), 10000 m piani - 27'50"09
- 10º al Memorial Van Damme ( Bruxelles), 10000 m piani - 27'54"07
- 7º al Golden Gala ( Pescara), 5000 m piani - 13'35"42
- Oro alla BOclassic ( Bolzano) - 28'27"
- Argento al Cross Internacional Juan Muguerza ( Elgoibar)

1990
- 7º al Memorial Van Damme ( Bruxelles), 10000 m piani - 28'13"90
- Argento al Campaccio ( San Giorgio su Legnano) - 35'05"
- 51º al Cross Internacional de Itálica ( Siviglia) - 30'33"